# 史彥超
史彦超（？—954年），五代十国后汉、后周将领，云州（今山西省大同市）人。
史彦超性骁勇粗犷，有胆气，担任龙捷都指挥使时，郭威起兵，史彦超以本军相从。郭威建立后周，史彦超担任虎捷都指挥使，与何徵驻守晋州，北汉刘旻与契丹攻打晋州，州无主帅，知州王万敢不能守，史彦超与何徵协力固拒，北汉攻围州城月余，史彦超坚守，挫败敌锋。朝廷派遣枢密使王峻率兵为援，敌兵退走。郭威嘉赏其善守之功，赏赐很多。不久，改授龙捷右厢都指挥使，领郑州防御使。北汉攻打潞州也，周世宗亲征，史彦超为先锋都指挥使。高平之战，先登陷阵，以功拜华州感德军节度使，先锋如故。周军至太原城下，契丹驻军忻州、代州之间，世宗派天雄军节度使符彦卿率诸将屯守忻州抵御。符彦卿在忻口袭击契丹。史彦超以先锋军追敌军，离大军稍远，契丹兵伏发，战死。世宗班师，仓卒之际，伤亡较多。赠太师，命优恤其家。